# Кам'яний ліс (Лесбос)
Кам'яни́й ліс о́строва Ле́сбос (грец. Απολιθωμένο δάσος της Λέσβου) — це скам'янілий ліс на острові Лесбос в Греції. Є одним з найбільших скупчень скам'янілих дерев у світі (подібним є Національний парк Петрифайд-Форест (англ. Petrified Forest) в Аризоні, США).
Кам'яний ліс складається з сотень стоячих та повалених скам'янілих стовбурів дерев, які розкидані на площі 150 квадратних кілометрів у західній частині острова Лесбос, в оточенні населених пунктів Сігрі, Антісса та Ерессос. Індивідуальні скам'янілості дерев знаходяться в багатьох інших частинах острова, у тому числі біля сіл Молівос, Поліхнітос, Пломарі та Акрасі.
Кам'яний ліс острова Лесбос є особливим і не схожим ні на будь-яке інше аналогічне явище природи, наприклад, на скам'янілий ліс Петрифайд-Форест у штаті Аризона. В Аризоні скам'янілі стовбури дерев лежать на землі, у той час як на Лесбосі ліс був силікатизований in situ (на місці зростання в первісному вигляді). На острові є сотні скам'янілих дерев у вертикальному положенні з недоторканими кореневими системами. Добре збережені кореневі системи дерев доводять, що зараз ліс стоїть на своєму первісному місці зростання. Продукти вулканічних вивержень застеляли рослини повністю, тому зараз можна знайти скам'янілі гілки, листя, плоди, кореневі системи дерев, а також вражаючі скам'янілості та відбитки тварин, що жили всередині або навколо лісу.
На Лесбосі знаходиться найвище у світі скам'яніле дерево, що стоїть вертикально. Його висота — 7,20 метрів, в обхваті — 8,58 метрів. Повалені дерева в скам'янілому лісі досягають майже 15 метрів в обхваті.

## Утворення

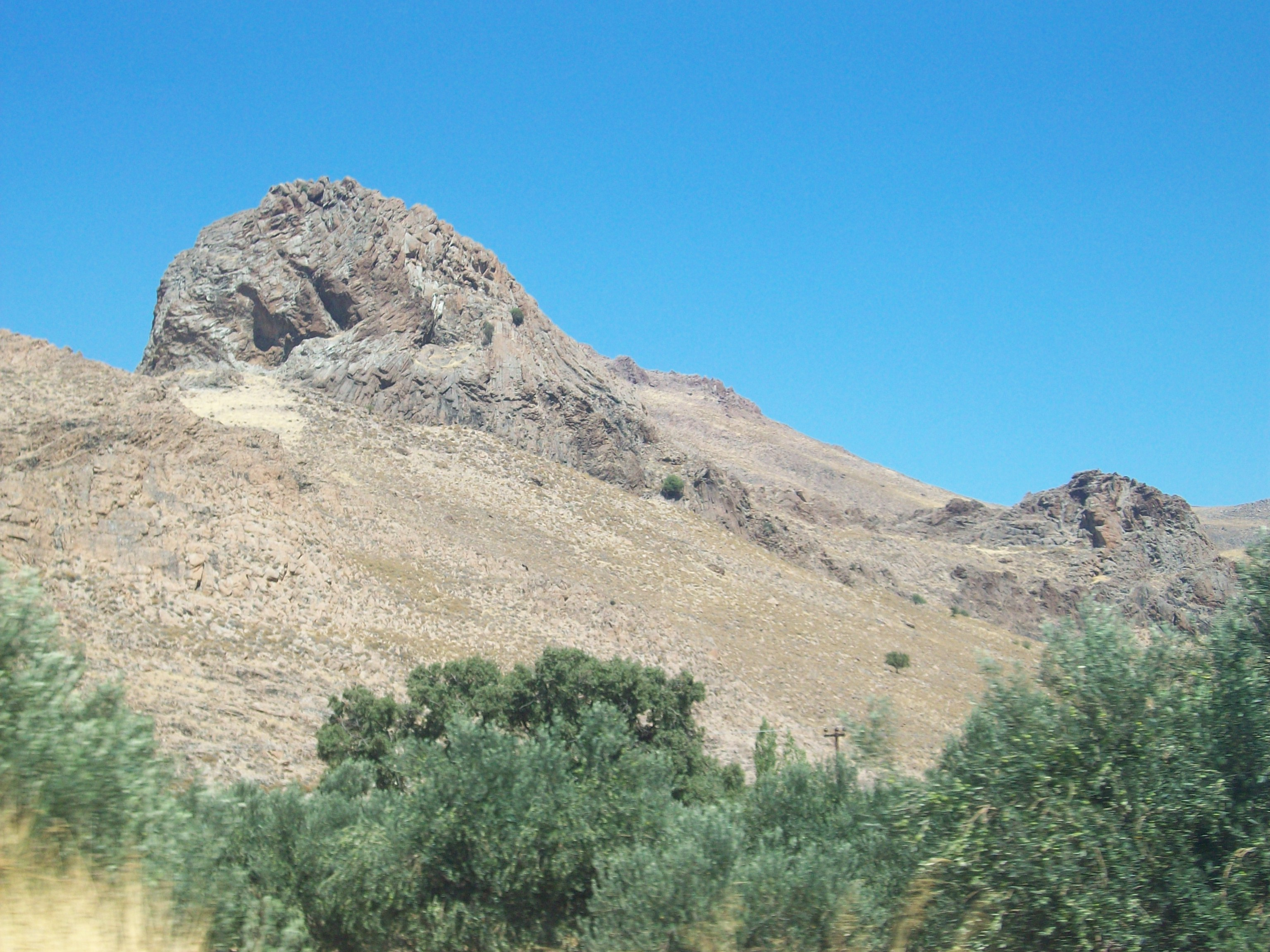
Лавовий купол Месотопос є наслідком вулканічної діяльності на острові Лесбос

Формування скам'янілого лісу на острові Лесбос пов'язано з інтенсивною вулканічною активністю, що сталася з кінця епохи олігоцену і до середини міоцену, приблизно 20 мільйонів років тому. У наслідок вулканічної діяльності за дуже короткий час пірокластичні матеріали і вулканічний попіл повністю накрили острівну рослинність, створюючи внутрішнє анаеробне середовище та ізолюючи тканини рослин від впливу зовнішніх кліматичних умов. Вулканічна активність утворила багаті на кремнезем гідротермальні розчини, які інтенсивно циркулювали та змішувались з попелом, що покривав рослини. Поступово органічні речовини дерев заміщувались мінералами, утворюючи скам'яніння. Завдяки сприятливим умовам протікання діагенезу (перетворення пухких опадів в осадові гірські породи) морфологічні особливості дерев, такі як річні кільця, аномалії зовнішньої кори тощо, збереглись у відмінному стані. При наявності різноманітних оксидів металів, таких як залізо, мідь та марганець, скам'янілості мають різнокольорові відтінки.

## Палеоекосистема
Флора скам'янілого лісу налічує більше 46 різних видів рослин, які були знайдені і розпізнані. Ідентифікація роду та виду скам'янілих рослин була можливою завдяки відмінному збереженню клітинних структур і характеристик деревини. Скам'янілий ліс Лесбосу являє собою екосистему лісу, що зростав в Егейському регіоні під час  Бурдігальського ярусу нижнього міоцену, приблизно 18,5 млн років тому. Цей ліс був змішаним субтропічним лісом з широким розмаїттям рослинності, головним чином хвойних і покритонасінних (плодових) дерев, з незначною присутністю  папоротеподібних. У районі Сігрі був знайдений скам'янілий предок папороті Pronephrium striacum.
Хвойні складають найбільший клас викопних рослин Лесбосу. Вони включають сосни (Pinaceae), тиси (Taxaceae) та кипариси (Cuprassaceae). До кипарисових відносяться такі види, як Cunninghamia та предки секвой, з яких в основному складається скам'янілий ліс. Були виявлені інші рідкісні види, для яких немає сучасних нащадків.
Знайдені скам'янілості покритонасінних включають в себе велику кількість рослинних родин. Найбільш поширеними з них в скам'янілому лісі є лаври (Lauraceae) та буки (Fagaceae). До родини букових крім самих буків належать види дуба та каштана. До родини ебенових (Ebenaceae) відноситься хурма, родина вербових (Salicaceae) включає тополю та вербу, а родина березових (Betulaceae) — березу, вільху та граб. На Лесбосі було виявлено багато інших видів рослин, наприклад, лайм, клен, ожина, сумах. Однодольні покритонасінні рослини представлені різними видами пальм, які домінують на нижньому рівні палеонтологічного ландшафту.
Хоча флора скам'янілого лісу була ретельно вивчена, мало що відомо про фауну того часу. При розкопках, що проводив Музей природної історії Лесбосу в 1999 році в області Антісса, були знайдені кістки тварини, першої виявленої на території скам'янілого лісу. Кістки належали дейнотерію (Deinotherium), вимерлому виду хоботних, що мешкав 18,4 мільйонів років тому. Це найстаріший зразок дейнотерія в Греції, та, ймовірно, найстаріший в Європі. Знайдені скам'янілості є рідкісними, бо на сьогоднішній день виявлені в Європі лише кілька прикладів великих хребетних нижнього міоцену.

## Пам'ятка природи
Перші згадки про скам'янілості Лесбосу можна знайти в роботах давньогрецького філософа Теофраста (370–287 до н. е.) з Ерессоса. Пізніше, перші наукові посилання на скам'янілий ліс були зроблені австрійським ботаніком Францем Унгером (1800–1870). Публікації Унгера дали натхнення великій кількості дослідників відвідати Лесбос і скам'янілий ліс для вивчення природної пам'ятки.
Грецька держава ініціювала серію заходів для захисту скам'янілого лісу Лесбосу. 31 січня 1958 р. було опубліковане перше рішення міністра культури країни, згідно з яким скам'янілий ліс позначався спеціальною захищеною областю. У 1965 році за рішенням міністра сільського господарства відбулася експропріація двох районів у 500 акрів (Мпалі Алонія та Гамандроула), що містили велику кількість скам'янілих дерев, для їх захисту.
Указом Президента країни (443/1985) від 19 вересня 1985 року на Лесбосі були створені один морський та 4 наземних парки загальною площею 516,5 га, а скам'янілий ліс був оголошений пам'яткою природи, що охороняється державою. У 1987 році був створений Парк скам'янілих дерев, в якому тоді ж під час прокладання пішохідних маршрутів провели перші розкопки. Недалеко від входу в парк був знайдений стовбур дерева довжиною 20 метрів.
У 1994 році в селищі Сігрі був заснований Музей природної історії скам'янілого лісу Лесбосу, діяльність якого спрямована на дослідження і захист скам'янілого лісу. Музей також проводить освітню роботу. Він пропонує найбільш повну колекцію викопних рослин в Греції, приділяючи увагу, у першу чергу, викопним рослинам скам'янілого лісу. Починаючи з 2000 року музей є одним із засновників Європейської мережі геопарків, а в 2004 році приєднався до Глобальної мережі геопарків ЮНЕСКО. У 2001 р. за ефективну діяльність музей був нагороджений Eurosite Management Award.
У 2000 році на прохання адміністрації музею була виділена територія в 500 метрах на південь від Сігрі для створення парку Плака. Відразу після надання парку землі почались розвідувальні роботи, під час яких був знайдений стовбур з діаметром 3,7 м та довжиною кола 14 метрів, що є найбільшим серед коли-небудь знайдених скам'янілих дерев. Парк Плака розпочав свою діяльність у липні 2005 р.
У середині 2012 р. почалися розкопки на острівці Нісіопі, завдяки чому були відкриті десятки повалених стовбурів, серед яких був екземпляр довжиною 17,2 метрів і діаметром біля основи 1,70 м.
У 2012 році на весь острів Лесбос була поширена охоронювана територія геопарку.

## Світова спадщина ЮНЕСКО
У 2014 році за пропозицією Греції Парк скам'янілих дерев був внесений до Попереднього списку об'єктів Світової спадщини ЮНЕСКО.

## Парк скам'янілого лісу

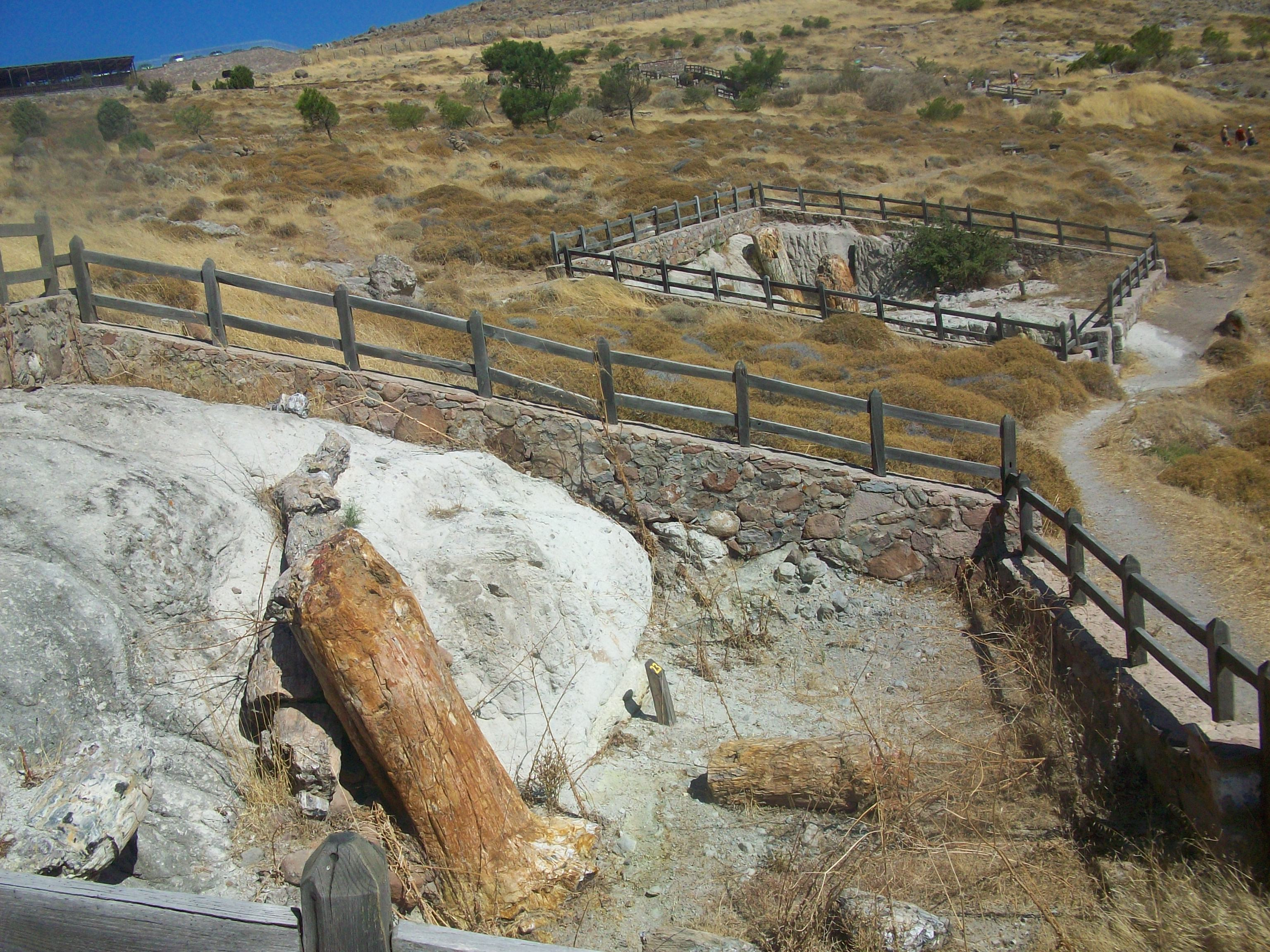
Оглядовий майданчик Парку скам'янілого лісу. Стовбур № 23

Відвідувачам надана можливість оглянути скам'янілі дерева в тематичних парках: Парк скам'янілого лісу, Парк Сігрі, парк Плака та парк на острівці Нісіопі, де прокладені пішохідні стежки, що з'єднують оглядові майданчики з рештками викопних рослин. Частка скам'янілостей захищена від негоди, яка може їх знищити.
Парк скам'янілого лісу є першим за заснуванням і центральним серед інших парків. У парку є чотири тематичних маршрути. Перший має довжину 300 метрів і називається «Відкриття скам'янілого лісу хвойних порід». Маршрут починається від входу в парк і закінчується панорамним видом. Другий шлях тягнеться 1121 метр і має назву «Вивчення секретів утворення скам'янілого лісу». Третій маршрут найдовший, 2100 метрів, і називається «Прогулянки в лісі секвой». Вздовж шляху можна побачити найбільші стовбури скам'янілого лісу. Четвертий маршрут (556 метрів) називається «Прогулянка в лісі протососен» та має особливий науковий інтерес, пролягаючи між стовбурами Pinoxylon paradoxum.